# Agrigente (Staël)
Pour la ville, voir Agrigente.
Agrigente  est un ensemble d'huiles sur toile  peintes par Nicolas de Staël  entre 1953 et 1954 à Lagnes, à Menerbes et plus généralement en Provence, de retour d'un voyage en famille en Italie et en Sicile. L'intitulé  des œuvres varie : Paysage de Sicile, Agrigente, ou encore Paysage Agrigente mais  le sujet reste Agrigente et les paysages de Sicile, avec des couleurs éclatantes. Avec ces tableaux en particulier, et ceux de toute cette période, Nicolas de Staël va connaître un succès sans précédent à New York, alors qu'il est encore peu connu en France, et accéder à la fortune. Mais cela ne le libère par de ses accès de désespoir mélancolique, qui alternent avec des moments d'enthousiasme, et de productivité telle qu'il effraie son galeriste Paul Rosenberg.

## Contexte
En août 1953, Staël entasse toute sa famille et deux amies dans  son Tube Citroën et s'embarque pour la Sicile via Gênes et Naples. Françoise est alors enceinte de quelques mois de son dernier fils. Selon les jours la famille descend dans un très grand hôtel, ce qui étonne la clientèle habituée aux voitures de maitre.
C'est à Agrigente que Staël trouve la clef des lumières bien ordonnées, des formes stylisées et pures. Il visite des musées et remplit un nombre impressionnant de carnets. Au retour, il s'arrête à Paestum qu'il avait visité quinze ans plus tôt, la Toscane de Fiesole.
Mais l'artiste est loin de trouver la sérénité dans ces somptueux décors et au retour il va s'enfermer seul à Lagnes dans son atelierpour peindre avec une ardeur que Paul Rosenberg tente de freiner dans un télégramme qui met Nicolas de Staël de mauvaise humeur :Citation|Vous presse pas expédier toiles. Avons assez pour exposition. Autrement clients effrayés par trop grande rapidité production.(…). Très vexé, Nicolas de Stael n'assiste même pas au vernissage de l'exposition du 9 février 1954 chez Rosenberg, qui pourtant vend tous les tableaux…  .

## Les œuvres
Inscrit au numéro 743 du catalogue raisonné établi par Françoise de Staël, non daté mais considéré comme peint en 1953, Agrigente porte au dos cette simple mention « peint en Provence » avec la signature de Staël.
C'est le tableau le plus impressionnant du thème Agrigente, le plus stylisé aussi. Avec un ciel noir et  la silhouette d'un village blanc découpé en cubes montant vers le haut et qui s'étale sur une colline dont on n'aperçoit que des allusions en rouge définissant la ligne d'horizon entre ciel et terre. « Le noir du ciel se distingue par l'effet de contraste, mais aussi, plus subtilement, par l'agitation que l'outil du peintre, probablement une brosse large, sait lui procurer  »
« Il ne peignit pas pendant ce voyage en Sicile et en Italie, mais il dessina beaucoup, en série, comme toujours, d'une feuille à l'autre, très rapidement sans hésitation ni retouche. De trois ou quatre dessins seulement, sortit la série des Agrigente et des Paysages d'Agrigente- Françoise de Staël-avril 1992, citée par Jean-Louis Prat et Harry Bellet  »
Un dessin préparatoire, repris dans le catalogue de l'exposition consacrée à Nicolas de Staël dans les Galeries nationales du Grand Palais en 1981, montre un horizon plus bas, mais une découpe sensiblement équivalente
Très souvent exposé dans les rétrospectives, le tableau figure en 2003 dans celle du Centre Pompidou, en  1995 à la Fondation Gianadda de Martigny, en 1991 à la Fondation Maeght » Il a été acheté pour la Kunsthaus de Zurich par l'Association Zurichoise des amis des arts en 1961.